# 浙江传媒学院
浙江传媒学院（Communication University of Zhejiang，缩写为），通常简称浙传。是浙江省杭州市的一所高等学校。
为浙江省人民政府和國家廣播電視總局共建高校，拥有两个校区，分别位于杭州市钱塘区和嘉兴市桐乡市。
学校总占地87万平方米，总建筑面积近64万平方米。

## 校史沿革
浙江传媒学院前身为浙江广播电视高等专科学校，而该校又是由原分别独立建制的浙江广播电视学校和浙江广播电视高等专科学校联合组建而成的。
浙江广播电视学校创建于1978年，浙江广播电视专科学校创建于1984年。在两校合并组建新的浙江广播电视高等专科学校之前，浙江广播电视学校和浙江广播电视高等专科学校分属不同的部门直属管辖，前者由浙江省广播电视厅直属管辖，后者由国家广播电视部（国家新闻出版广电总局）直属管辖，两校独立发展，没有行政隶属和业务从属关系。
2000年，两校合并成为浙江广播电视高等专科学校，开始了新的发展。
2004年5月19日，经教育部批准，浙江广播电视高等专科学校升格为浙江传媒学院，同时撤销浙江广播电视高等专科学校的建制。
浙江传媒学院是目前全国培养传媒人才两大重要基地之一，与原北京广播学院素有“北有北广，南有浙广”之称。

## 学院、学部
全校共有16个学院、学部：
| 播音主持艺术学院 | 电视艺术学院   | 电视艺术学院 | 国际文化传播学院   |
| 华策电影学院     | 媒体工程学院   | 设计艺术学院 | 文化创意与管理学院 |
| 文学院           | 新闻与传播学院 | 音乐学院     | 马克思主义学院     |
| 大学体育教学部   | 公共艺术教育部 | 继续教育学院 | 创业学院           |

## 校区

### 下沙校区
下沙校区位于浙江省杭州市江干区下沙高教园区学源路998号，
设有播音主持艺术学院、动画学院、国际文化传播学院、新闻与传播学院、电视艺术学院、新媒体学院。

### 桐乡校区
桐乡校区位于浙江省嘉兴市桐乡市逾桥西路998号，
设有华策电影学院、文化创意与管理学院、文学院、设计艺术学院、音乐学院。

## 学校领导[10]
| 职位       | 成员                                                                   |
| ---------- | ---------------------------------------------------------------------- |
| 院长       | 徐小洲                                                                 |
| 副院长     | 詹成大 杨荣耀 姚争 张梁                                                |
| 党委书记   | 杨立平                                                                 |
| 党委副书记 | 徐小洲 宣裕方 汤兆武                                                   |
| 纪委书记   | 柯力                                                                   |
| 党委委员   | 杨立平 徐小洲 宣裕方 汤兆武 柯力 詹成大 杨荣耀 姚争 张梁 杨林书 叶蒙荻 |

## 专业设置
授予学位门类：艺术学、管理学、经济学、文学、工学

## 校园文化

### 校级组织
- 浙江传媒学院学生会
- 浙江传媒学院社团联合会
- 浙江传媒学院青年志愿者服务总队
- 浙江省大学生艺术团浙江传媒学院分团
- 中国共产主义青年团浙江传媒学院委员会

### 知名校园组织
- 浙江传媒学院全媒体中心
- 浙江传媒学院青梅
- 浙江传媒学院交响乐团

## 著名校友
- 章伟秋：中国中央电视台节目主持人
- 颜倩：中国中央电视台节目主持人
- 李维嘉：湖南卫视节目主持人
- 朱丹：湖南卫视节目主持人
- 戚薇：歌手、演员
- 索尼：光线传媒
- 伊一：浙江卫视节目主持人
- 李响：江苏卫视节目主持人
- 韓睿：F.I.R.飛兒樂團主唱
- 赵昭仪：芒果TV藝人
- 吴彤：浙江卫视节目主持人、导演
- 叶青林：原东南卫视首席记者、主持人，曾连续十年驻台，现为该校中国话语研究中心执行主任。
- 潘容
- 冯爔：艺名：希然Iris，英雄联盟官方主持人
- 诸钰：昵称”小钰“，毕业于浙江传媒学院，现为英雄联盟官方主持人、香蕉计划签约艺人
- 謝鴻鑫：演員
- 孙樾：短劇男演員，擅長出演霸道總裁角色。